# جون سوزا (موسيقي)
جون سوزا (بالإنجليزية: Jon Sousa)‏ هو موسيقي أمريكي، ولد في 1978.